# Емауська Школа-Інтернат
Емауська Школа-Інтернат (рос. Эммаусская Школа-Интернат) — населений пункт в Калінінському районі Тверської області Російської Федерації.
Населення становить 526 осіб. Входить до складу муніципального утворення Емауське сільське поселення.

## Історія
Від 2005 року входить до складу муніципального утворення Емауське сільське поселення.

## Населення
| 2008 | 2010 |
| ---- | ---- |
| 615  | ↘526 |